# Tâmna
Tâmna est une commune roumaine du județ de Mehedinți, dans la région historique de l'Olténie et dans la région de développement du Sud-Ouest.

## Géographie
la commune de Tâmna est située au centre-est du județ, dans les collines de Bălăcița (Podișul Bălăciței), à 12 km à l'ouest de Strehaia et à 32 km à l'est de Drobeta Turnu-Severin, la préfecture du județ. Elle est traversée par la route nationale DN6 (Route européenne 70) Timișoara-Bucarest.
la commune est composée des onze villages suivants (population en 2002) :
- Adunații teiului (150) ;
- Boceni (276) ;
- Colareț (207) ;
- Cremenea (459) ;
- Fața Cremenii (237) ;
- Izvorălu (402) ;
- Manu (68) ;
- Păvaț (143) ;
- Plopi (426) ;
- Tâmna (475), siège de la municipalité ;
- Valea ursului (872).

## Histoire
La commune a fait partie du royaume de Roumanie dès sa création en 1878.

## Religions
En 2002, 98,97 % de la population étaient de religion orthodoxe.

## Démographie
En 2002, les Roumains représentaient 88,88 % de la population totale et les Tsiganes 11,09 %. La commune comptait alors 2 125 ménages et 2 386 logements.
| 2002  | 2007  |
| ----- | ----- |
| 3 715 | 3 400 |

## Économie
L'économie de la commune repose sur l'agriculture et l'élevage.

## Lieux et monuments
- Cremenea, maison de Mihai dancau de 1908.
- Valea Ursului, église en bois St Georges (Sf. gheorghe) de 1776.
- Tâmna, église St Nicolas (Sf. Nicolae) de 1808.